# Miyakonojō
Miyakonojō (japanska: 都城市?, Miyakonojō-shi) är en stad i Miyazaki prefektur på ön Kyūshū i Japan. Staden fick stadsrättigheter 1924. Staden utökades den 1 januari 2006 genom att fyra närbelägna samhällen inkorporerades.